# Merry Christmas II You
Merry Christmas II You è il tredicesimo album in studio (e il secondo album natalizio) della cantautrice statunitense Mariah Carey. Come suggerisce il titolo, l'album è il seguito di Merry Christmas (1994). Il disco è stato pubblicato negli Stati Uniti il 2 novembre 2010. In Italia è disponibile su iTunes dal 12 novembre, e nei negozi dal 23 novembre 2010.

## Produzione
L'album contiene quattro inediti scritti appositamente dalla Carey, una nuova versione di All I Want for Christmas Is You e classici natalizi tra cui The First Noel, The Little Drummer Boy, O Little Town of Bethlehem, e O Come All Ye Faithful/Hallelujah Chorus in duetto con la madre di Mariah, Patricia Hickey, cantante lirica. Fra i collaboratori a questo progetto ci sono Jermaine Dupri, Bryan-Michael Cox, Teddy Riley, Johntá Austin e Randy Jackson. Il servizio fotografico per l'album è stato realizzato ad aprile 2010 dal fotografo David LaChapelle.

## Promozione
Il 20 ottobre Mariah Carey è apparsa su HSN per un'intervista di promozione dell'album. In quest'occasione c'è anche stato un pre-ascolto di sei tracce del disco.
La cantautrice  ha promosso l'album nei seguenti show televisivi: The Ellen DeGeneres Show, The Oprah Winfrey Show, Walt Disney World Christmas Day Parade Special, Rockefeller Center Christmas Tree Lighting, The Today Show, Saturday Night Live Christmas Special, The View, The Tonight Show with Jay Leno, Extreme Makeover: Home Edition, Lopez Tonight, Christmas in Washington. Il 13 dicembre inoltre la rete statunitense ABC ha trasmesso uno speciale interamente dedicato al nuovo album della Carey intitolato Mariah Carey: Merry Christmas to You.

## Singoli
Il singolo di lancio è Oh Santa!. Il brano è stato presentato in anteprima il 1º ottobre sul sito AOL Music, è stato inviato alle radio l'11 ottobre e reso disponibile per il download digitale il giorno seguente.
La canzone è stata scritta dalla Carey con Jermaine Dupri e Bryan-Michael Cox.
Il singolo ha debuttato alla prima posizione nella classifica di Billboard Holiday Digital Songs, ed ha raggiunto la vetta anche nella classifica Adult Contemporary Songs.
Un video per il brano O Come All Ye Faithful/Hallelujah Chorus è stato pubblicato il 29 novembre. Il video mostra la Carey in studio che registra la canzone con la madre Patricia.
La canzone All I Want for Christmas Is You nella nuova versione Extra Festive è stata pubblicata come singolo esclusivamente nel Regno Unito.
Il secondo singolo estratto dall'album è Auld Lang Syne (The New Year's Anthem), pubblicato il 14 dicembre 2010. Il video del brano è stato pubblicato il giorno successivo.
Il brano When Christmas Comes è stato pubblicato come singolo il 21 novembre 2011 in una nuova versione in duetto con John Legend.

Il 26 novembre 2012 è stato pubblicato il singolo Christmas Time Is in the Air Again

## Tracce
CD (Island 06025 2749803 (UMG) / EAN 0602527498034)
1. Santa Claus Is Coming to Town (Intro) – 0:23 (J. Fred Coots, Haven Gillespie)
2. Oh Santa! – 3:31 (Mariah Carey, Bryan Michael Cox, Jermaine Dupri)
3. O Little Town of Bethlehem / Little Drummer Boy (Medley) – 3:32 (Phillips Brooks, Lewis H. Redner, Katherine K. Davis, Henry Onorati, Harry Simeone)
4. Christmas Time Is in the Air Again – 3:02 (Mariah Carey, Marc Shaiman)
5. The First Noel / Born Is the King – 4:33 – (Canto tradizionale)
6. When Christmas Comes – 4:46 (Mariah Carey, James Poyser)
7. Here Comes Santa Claus (Right Down Santa Claus Lane) / Housetop Celebration – 3:28 (Gene Autry, Oakley Haldeman, Benjamin Hanby)
8. Charlie Brown Christmas – 2:49 (Vince Guaraldi, Lee Mendelson)
9. O Come All Ye Faithful / Hallelujah Chorus (feat. Patricia Carey) – 3:38 (John Francis Wade, George Frideric Handel)
10. O Holy Night (Live from WPC in South Central Los Angeles) – 5:00 (Adolphe Adam)
11. One Child – 4:26 (Mariah Carey, Marc Shaiman)
12. All I Want for Christmas Is You (Extra Festive) – 4:02 (Mariah Carey, Walter Afanasieff)
13. Auld Lang Syne (The New Year's Anthem) – 3:48 (Robert Burns)

Durata totale: 46:58

## Successo commerciale
Negli Stati Uniti il disco ha debuttato alla quarta posizione nella classifica degli album e alla vetta delle classifiche R&B Albums e Holiday Albums vendendo circa 55.000 copie nella sua prima settimana ed ha ricevuto il disco d'oro per aver superato le 500.000 copie vendute. Le vendite stimate dell'album si aggirano intorno ai 2.000.000 di copie.

## Classifiche
| Classifica (2010) | Posizione raggiunta |
| ----------------- | ------------------- |
| Stati Uniti       | 4                   |
| Australia         | 37                  |
| Italia            | 41                  |
| Svezia            | 51                  |
| Paesi Bassi       | 52                  |
| Spagna            | 56                  |
| Grecia            | 57                  |
| Francia           | 82                  |
| Belgio (Vallonia) | 85                  |